# Jack's
Jack's Family Restaurants, LP (conhecida como Jack's) é uma cadeia americana de restaurantes de fast food, com sede em Birmingham, Alabama. Os restaurantes oferecem refeições à mesa, drive-thrus e serviço de take-away. O menu inclui principalmente hambúrgueres, frango frito, pequeno-almoço e vários outros produtos de fast food, incluindo batatas fritas e refrigerantes.
Em junho de 2023, existiam 238 restaurantes Jack's em funcionamento, todos propriedade da empresa. A empresa abre novos locais a um ritmo de 20 por ano.

## História
A Jack's foi fundada em 21 de novembro de 1960 por Jack Caddell (1927-1991) como uma única loja em Homewood, Alabama, um subúrbio de Birmingham. Este local ainda hoje funciona após várias remodelações, a mais recente em 2019, e é a loja principal da cadeia.
O menu original incluía itens como hambúrgueres e batatas fritas de quinze centavos, milkshakes de vinte centavos e um “Fish-On-A-Bun” de vinte centavos. Em meados da década de 1960, tinham mais de meia dúzia de estabelecimentos na Região Metropolitana de Birmingham: a loja original de Homewood, Roebuck, 3rd Avenue West, Bessemer, Five Points West, Vestavia, Eastwood Mall, Alabaster e Center Point, e lojas adicionais tão distantes como o Mississippi e a Carolina do Sul.
Em meados e finais da década de 1970, a Jack's estava a se expandir para o sul do Alabama e para o Panhandle da Flórida. Na década de 1980, muitas destas lojas começaram a fechar, mas pelo menos um indivíduo estava a ter sucesso com a Jack's. Benny LaRussa, principalmente envolvido no negócio de mercearias com a Bruno's, tinha adquirido uma única franquia na década de 1960. Em 1979, LaRussa abandonou as mercearias e adquiriu um território de franquia de 13 lojas Jack's. Desde então, até 1988, expandiu o seu território para 33 lojas. Depois, em 1988, LaRussa adquiriu todos os direitos de franquia do conceito Jack's. Em 2015, a Jack's foi adquirida por um fundo gerido pela Onex Corporation, uma empresa de capitais privados com sede em Toronto, no Canadá.
Em 25 de julho de 2019, a Onex anunciou que tinha chegado a um acordo para vender a Jack's Family Restaurants, num negócio que deveria ser concluído no terceiro trimestre de 2019. O negócio foi finalmente concluído em agosto de 2019. A Onex não revelou o comprador nem as condições financeiras do negócio, mas a Restaurant Business Online informou que a AEA Investors, uma empresa de capitais privados sediada em Nova Iorque, é a compradora da cadeia de restaurantes.

## Design da marca registada
Originalmente, os restaurantes Jack's eram stands com um teto inclinado e riscas verticais laranja e amarelas de cada lado. No final da década de 1960, a cadeia começou a converter as suas bancas em restaurantes completos para refeições. A maioria dos restaurantes melhorados apresentava paredes de pedra falsa.
Os letreiros originais estavam colocados em 5 postes e apresentavam “Jack's” em cinco retângulos brancos individuais no topo, com a palavra “Hamburgers” num letreiro separado por baixo. Um pequeno letreiro redondo por baixo indicava o preço dos hambúrgueres, “15¢”. Um outro letreiro partilhava 3 postes e tinha escrito “Fries 15¢ Shakes 20¢”, e o último letreiro partilhava os 3 postes opostos e tinha escrito “Self-Service”.
Em meados da década de 1970, o Jack's começou a utilizar uma nova sinalética com o nome escrito num ângulo, a branco, dentro de um círculo vermelho; a palavra “Hamburgers” foi abandonada. No início da década de 2000, o Jack's alterou o logótipo do tipo de letra original, todo em maiúsculas, para um tipo de letra misto. Continua a aparecer no familiar círculo vermelho, mas o círculo é mais pequeno para que o texto se estenda para fora dele.